# Учуань-Гелао-Мяоський автономний повіт
28°31′31″ пн. ш. 107°53′09″ сх. д. / 28.52523° пн. ш. 107.88586° сх. д.
Учуань-Гелао-Мяоський автономний повіт (кит. 务川仡佬族苗族自治县, пін. Wùchuān Gēlăozú Miáozú Zìzhìxiàn) — один із повітів КНР у складі префектури Цзуньї, провінція Гуйчжоу. Адміністративний центр — містечко Дужу.

## Географія
Учуань-Гелао-Мяоський автономний повіт лежить на висоті близько 600 метрів над рівнем моря на півночі Юньнань-Гуйчжоуського плато у горах Далоушань.

### Клімат
Повіт знаходиться у зоні, котра характеризується вологим субтропічним кліматом. Найтепліший місяць — липень із середньою температурою 25,9 °C. Найхолодніший місяць — січень, із середньою температурою 5 °С.
| Клімат повіту Учуань-Гелао-Мяо | Клімат повіту Учуань-Гелао-Мяо | Клімат повіту Учуань-Гелао-Мяо | Клімат повіту Учуань-Гелао-Мяо | Клімат повіту Учуань-Гелао-Мяо | Клімат повіту Учуань-Гелао-Мяо | Клімат повіту Учуань-Гелао-Мяо | Клімат повіту Учуань-Гелао-Мяо | Клімат повіту Учуань-Гелао-Мяо | Клімат повіту Учуань-Гелао-Мяо | Клімат повіту Учуань-Гелао-Мяо | Клімат повіту Учуань-Гелао-Мяо | Клімат повіту Учуань-Гелао-Мяо | Клімат повіту Учуань-Гелао-Мяо |
| Показник                       | Січ.                           | Лют.                           | Бер.                           | Квіт.                          | Трав.                          | Черв.                          | Лип.                           | Серп.                          | Вер.                           | Жовт.                          | Лист.                          | Груд.                          | Рік                            |
| Середній максимум, °C          | 8,1                            | 10                             | 14,7                           | 20,7                           | 25                             | 27,6                           | 30,8                           | 31,3                           | 27,1                           | 20,6                           | 15,8                           | 10,4                           | 20,2                           |
| Середня температура, °C        | 5                              | 6,7                            | 10,6                           | 15,9                           | 20,2                           | 23,2                           | 25,9                           | 25,7                           | 22                             | 16,5                           | 11,9                           | 6,9                            | 15,9                           |
| Середній мінімум, °C           | 2,9                            | 4,5                            | 7,7                            | 12,6                           | 16,6                           | 19,9                           | 22,4                           | 21,8                           | 18,6                           | 13,9                           | 9,4                            | 4,6                            | 12,9                           |
| Норма опадів, мм               | 23.3                           | 25.1                           | 43.5                           | 101.9                          | 173.7                          | 209                            | 187.5                          | 140.9                          | 91.5                           | 102.3                          | 50.5                           | 21.6                           | 1170.8                         |
| Вологість повітря, %           | 79                             | 77                             | 78                             | 78                             | 79                             | 81                             | 78                             | 77                             | 78                             | 84                             | 81                             | 79                             | 79.1                           |
| ------------------------------ | ------------------------------ | ------------------------------ | ------------------------------ | ------------------------------ | ------------------------------ | ------------------------------ | ------------------------------ | ------------------------------ | ------------------------------ | ------------------------------ | ------------------------------ | ------------------------------ | ------------------------------ |
| Джерело: data.cma.cn           |                                |                                |                                |                                |                                |                                |                                |                                |                                |                                |                                |                                |                                |